# TharnType2 -7Years of Love-
TharnType2 -7Years of Love-（ターンタイプ2 -セブンイヤーズ・オブ・ラブ-）は、 スパシット・ジョンチーウィーワット（ミュー）とカナウット・トライピパタナポン（ガルフ）が主演するタイのテレビシリーズで、2019年から2020年にかけて同国で放送された『TharnType/ターン×タイプ』の続編である。 
2020年11月6日より2021年1月29日まで、タイ国内ではOne 31にて22:45 ICTとLINE TVにて23:45 ICTより放送された。日本ではRakuten TVにて同日25:45 JSTより放送された。

## あらすじ
タイプとターンが交際をはじめてから7年後、2人は時々口喧嘩をしながらも仲良く生活を送っていた。大学時代の友人たちとは今でも会っているが、現実の生活はいつも楽しいことばかりではない。社会人になった2人は、果たして新たに直面する葛藤を乗り越えることができるのだろうか。

## キャストとキャラクター

### 主演
- タイプ・ティワット・ファワッタクン役：カナウット・トライピパタナポン（ガルフ）

- ターン・タラ・キリガン役：スパシット・ジョンチーウィーワット（ミュー）

### 脇役
- フィアット役：チャローンラット・ノープサムローン (ファースト)
- レオ役：パチャラ・スアンシー (ジャー)
- チャンプ役：Napat Sinnakuan (Boat)
- クンポン先生役：Phat Prayunviwat (Jame)
- プ―ガン役：Tanatorn Saenangkanikorn (Title)
- サーラス役：Sarunsathorn Tanawatcharawat (Haii)
- タンヤー役：Becky Armstrong
- トーン役：Thanayut Thakoonauttaya (Tong)
- テクノ―役：スッティナット・ウントラクーン (マイルド)
- アミー役：Petchpailin Chitcharoon (Name)

## 略歴

### 発表
2020年2月初旬、『TharnType/ターン×タイプ』の第2シーズンの制作が発表された。  スキンケア企業「HIRA BLUE Thailand」のゴルフ・アカラナンは、タイで開催されたTharnTypeファンミーティングにて、第2シーズンの制作に個人的に資金を提供することを発表した。 

### キャスティングとワークショップ
メインキャストのミューとガルフは、続投することが決定しており、その他の新キャラクターのオーディションが2020年2月22日に行われることが発表された。  出演者による1回目のワークショップは2020年5月3日に開催された。
2020年6月12日、新しいキャストメンバーがTwitterとYouTubeにて発表された。  2020年7月6日より、第2シーズンの新キャラクター「Yicon Thailand」のオーディション映像が放映された。

### 撮影
2020年6月29日、ドラマの礼拝式が行われた。また第1シーズンの監督であるバンティット・シンタナパーラディーが降板し、新たな監督としてPique Passawutが就任することも明らかとなった。 撮影は2020年7月2日から開始される。  

### イベント・スペシャルエピソード
2021年2月13日に、TTM LIVEにて「TharnType Wedding Day Special」と題したスペシャルライブイベントが、Vimeoにてスペシャルエピソードが配信される。 スペシャルエピソードは日本でも2月20日 18:00より楽天TVにて配信される。

### 映像作品
2021年10月21日に、TCエンタテインメントより日本語字幕版のBlu-ray BOXが発売される。